# Oleksandr Kvačuk
Oleksandr Viktorovyč Kvačuk (in ucraino Олександр Вікторович Квачук?; Oleksandrija, 23 luglio 1983) è un ex ciclista su strada ucraino.

## Palmarès

### Strada
- 2001 (Juniores, tre vittorie)

Classifica generale Giro della Lunigiana
Classifica generale Giro di Basilicata
Campionati mondiali, prova in linea Juniores
- 2011 (Lampre-ISD, due vittorie)

Campionati ucraini, Prova a cronometro Elite
Campionati ucraini, Prova in linea Elite

#### Altri successi
- 2007 (Cinelli-OPD)

Classifica scalatori Vuelta a Navarra
- 2013 (Kolss Cycling Team)

Prologo Turul României (Marghita, cronosquadre)

## Piazzamenti

### Grandi Giri
- Vuelta a España

2012: 125º

### Classiche monumento
- Milano-Sanremo

2009: ritirato
- Parigi-Roubaix

2012: ritirato

### Competizioni mondiali
- Campionati del mondo

Lisbona 2001 - Cronometro Junior: 2º
Lisbona 2001 - In linea Junior: vincitore
Hamilton 2003 - In linea Under-23: 58º
Mendrisio 2009 - In linea Elite: 72º
Melbourne 2010 - In linea Elite: 93º
Copenaghen 2011 - Cronometro Elite: 52º
Copenaghen 2011 - In linea Elite: 153º
Toscana 2013 - Cronosquadre: 28º
Ponferrada 2014 - Cronosquadre: 24º

### Competizioni europee
- Campionati europei

Bergamo 2002 - Cronometro Under-23: 9º
Bergamo 2002 - In linea Under-23: 49º